# Mărgineni (okręg Vâlcea)
Mărgineni – wieś w Rumunii, w okręgu Vâlcea, w gminie Valea Mare. W 2011 roku liczyła 387 mieszkańców.